# Видин (община)
Видин (болг. Община Видин)  —  община в Болгарии. Входит в состав Видинской области. Население составляет 85 718 человек (на 21.07.05 г.).
Административный центр находится в одноимённом городе.

## Состав общины
В состав общины входят следующие населённые пункты:
1. Акациево
2. Антимово
3. Бела-Рада
4. Ботево
5. Буковец
6. Видин
7. Войница
8. Выртоп
9. Гайтанци
10. Генерал-Мариново
11. Гомотарци
12. Градец
13. Динковица
14. Долни-Бошняк
15. Дружба
16. Дунавци
17. Жеглица
18. Ивановци
19. Иново
20. Каленик
21. Капитановци
22. Кошава
23. Кутово
24. Майор-Узуново
25. Новоселци
26. Пешаково
27. Плакудер
28. Покрайна
29. Рупци
30. Синаговци
31. Слана-Бара
32. Сланотрын
33. Тырняне
34. Цар-Симеоново